# Eumydas corupas
Eumydas corupas är en tvåvingeart som beskrevs av Wilcox och Nelson Papavero 1971. Eumydas corupas ingår i släktet Eumydas och familjen Mydidae. Inga underarter finns listade i Catalogue of Life.